# Ґоляш Степан
Степан Ґоляш (псевдо: Мар; нар. 26 грудня 1919, с. Бишки, тепер Козівська селищна громада, Тернопільська область — пом. 28 травня 2003, Палетайн, Іллінойс, США) — український військовий, громадський та церковний діяч, мемуарист, брат Григорія Ґоляша. Член управи Братства ветеранів УПА (1965-2003), освітньої ради Спілки української молоді Америки (1966–1972), Головної управи Товариства вояків УПА (1952-2003), видавничого комітету «Літопису УПА» (1977–1996) та довголітній секретар осередку НТШ у Чикаго. Дружина Надія Партикевич-Ґоляш–«Марійка» (нар. 19 січня 1925 — пом. 21 квітня 2014).

## Життєпис

(м. Регенсбург, 3.03.1948). Зліва направо: Микола Фриз («Вернигора»)‚ Петро Миколенко («Байда»), Михайло Озимко (“Залізняк”), Роман Боднар («Сагайдачний»), Михайло Борис («Жан»)‚ Модест Ріпецький («Горислав»), Степан Ґоляш («Мар»)‚ Михайло Дуда («Громенко»), Зиновій Соколюк (“Семенів”).

Народився 26 грудня 1919 р. у с. Бишки Бережанського повіту (Галичина), в сім'ї Івана та Тетяни Ґоляшів. Виховувався у національному дусі. 
Початкову освіту здобув у рідному селі. 1934 року вступив до Бережанської гімназії. Навчався у Кременецькому учительському інституті, сільськогосподарській академії в Дублянах (1942—1944), Львівському політехнічному інституті (1943–1944), Українському технічно-господарському інституті (1948—1950) у м. Регенсбург (Німеччина). Студіював бактеріологію в університеті Лойоли у Чикаго (1957—1959).
Восени 1940 року переходить у повне підпілля, призначений референтом військових справ Бережанщини. Від 1941 року Степан Ґоляш був референтом Юнацтва ОУН Бережанської округи, 1943–1944 – обласний референт Юнацтва ОУН Львівщини.
З 1944 року в УПА, де був політвиховником сотні «Сурма» військової округи «Маківка», з якою діяв на Самбірщині, Лемківщині та Закарпатті. У 1945–1947 роках референт
пропаганди Лемківського надрайону, згодом надрайоновий провідник надрайону «Бескид».

### На еміграції
19 серпня 1947 року вирушив у рейд на Захід. ЗО вересня 1947 року був поранений в бою з чеськими вояками у Словаччині. Через Словаччину та Австрію рейдом пробився у Німеччину, мешкав у Мюнхені, Ельвангені та інших містах. 1948–1949 роках Степан Ґоляш — референт Юнацтва ОУН при Головному проводі ОУН. У червні 1949 році одружився з Надією Партикевич, районова провідниця УЧХ.
1951 року емігрував у США, до Чикаго, працював мікробіологом у службі охорони здоров'я. Викладав у школі українознавства (1960—1971). З 1963 року Степан Ґоляш працював у Департаменті здоров'я штату Іллінойс.
Помер 28 травня 2003 року в Палетайні, Іллінойс, США. Похований на упівській секції цвинтаря Святого Андрія в Блумінґдейлі, Іллінойс.

## Творчість
- «У боротьбі за волю» (Авґсбурґ, 1949)
- «В рядах УПА» (Нью-Йорк, 1957)
- «Каталог поштових марок Підпільної Пошти України» (1962)
- «Підпільні друкарні та їх друковане слово». Спомини та роздуми. Зібрання творів у 4-х т. – Торонто ; Київ, 2001. – Т. 3. – С. 455.